# Analytischer Marxismus
Der Analytische Marxismus ist eine philosophische und sozialwissenschaftliche Denkrichtung des Marxismus, die in den 1980er Jahren vornehmlich im englischen Sprachraum verbreitet war. Er versucht marxistische Fragestellungen mit Methoden der analytischen Philosophie, rational choice- oder neoklassischen Ansätzen zu bearbeiten. Er wird in eine enge Verbindung mit der akademischen September-Gruppe gebracht und im engeren Sinne auch als Rational-Choice-Marxism bezeichnet. Diese Gruppe bezeichnete sich selbst auch als „Non-Bullshit Marxism“ und war, in den Worten von David Miller, durch „clear and rigorous thinking about questions that are usually blanketed by ideological fog“ charakterisiert.
Als entscheidender Impuls der Entstehung dieser Richtung kann die 1978 erfolgte Veröffentlichung des Buches Karl Marx's Theory of History: A Defence durch Gerald A. Cohen gelten. Daneben waren die Arbeiten von John Roemer und Jon Elster für die Begründung des Analytischen Marxismus wichtig. Ersterer unternahm den Versuch, die Marx’sche ökonomische Theorie in dem Vokabular der neoklassischen Wirtschaftstheorie zu rekonstruieren, letzterer wandte die Methoden der Entscheidungs- und Spieltheorie an, um die Marx’sche Theorie, beginnend mit dem Klassenkampf, anhand und im Sinne des methodologischen Individualismus einer Rekonstruktion zu unterziehen. Gemeinsam war den drei die Überzeugung, dass der Marxismus keine eigene Methodologie zu entwickeln habe, sondern die Konfrontation und die Debatte mit dem jeweiligen Forschungsstand der verschiedenen wissenschaftlichen Disziplinen zu suchen habe.
Die bekanntesten Mitglieder der Gruppe waren neben Cohen, Roemer und Elster vor allem Adam Przeworski, Erik Olin Wright, Philippe Van Parijs, und Robert-Jan van der Veen. In den 1980er und 1990er Jahren fanden in London zunächst jährlich, später alle zwei Jahre, Tagungen der Gruppe statt. Kennzeichnend ist die Ablehnung der Dialektik und der Versuch, marxistisches Denken von den Einflüssen durch Hegel zu lösen. Ziel ist die Neuerfassung des Marx’schen Denkens mittels des analytischen Denkens.
In der bundesrepublikanischen Debatte haben sich vor allem in den 1970er und 80er Jahren einzelne Wissenschaftler um eine an analytisch-philosophischen Standards orientierte Marx-Interpretation bemüht. Zu nennen sind hier vor allem Ulrich Steinvorth, Christof Helberger, Joachim Nanninga, Jürgen Schampel und Winfried Vogt. Ein gegenwärtig einem analytischen Marx-Zugang zuzurechnender deutscher Theoretiker ist Marco Iorio – dieser stützt sich auch explizit auf Cohen und Elster. Allerdings fehlt dem deutschen Analytischen Marxismus der politisch orientierte Bezug, den die Arbeiten von z. B. Roemer oder Cohen aufweisen, die sich explizit als Sozialisten verstanden.
Insgesamt wurde der Analytische Marxismus, sowohl in seiner angloamerikanischen als auch seiner deutschen Variante, in (West-)Deutschland äußerst kritisch aufgenommen. Klaus Müller kritisierte vor allem den Technikdeterminismus von Cohens Auffassung des Historischen Materialismus sowie den methodologischen Individualismus von Elster und anderen, Max Koch wies die Klassenbegriffe von Roemer und Wright wegen ihrer allgemeinen Theorie der Ausbeutung zurück, die vollständig vom kapitalistischen Verwertungsprozess abstrahiere und den Ausbeutungsbegriff zur Metapher degradiere, während Ingo Elbe den deutschen Beiträgen zum Analytischen Marxismus eine Verfehlung des Problemhorizonts von Marx’ Werttheorie vorwirft, zugleich aber bestimmte 'metatheoretische' Verdienste in der Kritik hegelianisierender Dialektikauffassungen anerkennt.
Marco Iorio spricht von einem festzustellenden Zerfall dieser Schule des Marxismus, wobei dennoch eine „neue Marxforschung auf analytischer Grundlage“ existiere. Die Begründer hätten sich zunehmend nicht-marxistischen Theorien und Begriffen zugewandt. Cohen habe sich später vor allem mit dem Thema Gerechtigkeit auseinandergesetzt, Roemer argumentierte unabhängig von marxistischen Ansätzen für einen Marktsozialismus und bei Elster hätten zuletzt weder marxistische noch sozialistische Gedanken eine Rolle gespielt.

## Schriften
- A. Carter: Marx: A Radical Critique. Westview Press, Boulder 1988, ISBN 0-7108-0449-0.
- T. Carver, P. Thomas (Hrsg.): Rational Choice Marxism. MacMillan, London 1995, ISBN 0-271-01463-6.
- G. A. Cohen: Karl Marx's Theory of History: A Defence. Oxford University Press, Oxford 1978, ISBN 0-691-02008-6.
- G. A. Cohen: History, Labour, and Freedom: Themes from Marx. Oxford University Press, Oxford 1988, ISBN 0-19-824816-4.
- G. A. Cohen: Self-Ownership, Freedom, and Equality. Cambridge University Press, Cambridge 1995, ISBN 0-521-47751-4.
- G. A. Cohen: Karl Marx's Theory of History: A Defence. Erweiterte Ausgabe. Oxford University Press, Oxford 2000, ISBN 0-19-924206-2.
- G. A. Cohen: If You're an Egalitarian, How Come You're So Rich? Harvard University Press, Cambridge, Mass. 2000, ISBN 0-674-00218-0.
- I. Elbe: Marx im Westen. Die neue Marx-Lektüre in der Bundesrepublik seit 1965 2. Aufl. Akademie Verlag, Berlin 2010, ISBN 978-3-05-004920-5.
- J. Elster: Making Sense of Marx. Cambridge University Press, Cambridge 1985, ISBN 0-521-29705-2.
- J. Elster: An Introduction to Karl Marx. Cambridge University Press, Cambridge 1986, ISBN 0-521-33831-X.
- D. Gordon: Resurrecting Marx: The Analytical Marxists on Freedom, Exploitation, and Justice. Transaction Publishers, New Jersey 1991, ISBN 0-88738-390-4.
- C. Helberger: Marxismus als Methode. Wissenschaftstheoretische Untersuchungen zur Methode der marxistischen Politischen Ökonomie, Fischer Athenäum, Frankfurt/M. 1974, ISBN 3-8072-5005-0
- P. Hirst: G. A. Cohen's Theory of History. In: Marxism and Historical Writing. Routledge, London 1985, ISBN 0-7100-9925-8.
- Z. I. Husami: Marx on Distributive Justice. In: M. Cohen, T. Nagel, T. Scanlon (Hrsg.): Marx, Justice, and History. Princeton University Press, Princeton 1980, ISBN 0-691-02009-4.
- M. Iorio: Karl Marx – Geschichte, Gesellschaft, Politik, de Gruyter, Berlin 2003, ISBN 3-11-017849-4
- M. Koch: Vom Strukturwandel einer Klassengesellschaft. Theoretische Diskussion und empirische Analyse Westfälisches Dampfboot, Münster 1994, ISBN 3-929586-34-7.
- A. Levine, E. O. Wright: Rationality and Class Struggle. In: New Left Review. 123, 1980.
- T. F. Mayer: Analytical Marxism. Sage, Thousand Oaks, Calif. 1994, ISBN 0-8039-4681-3.
- D. Miller: In: London Review of Books. 31. Oktober 1996.
- K. Müller: Analytischer Marxismus. Technischer Weg aus der theoretischen Krise? In: Prokla Nr. 72/1988.
- J. Nanninga: Tauschwert und Wert. Eine sprachkritische Rekonstruktion des Fundamentes der Kritik der politischen Ökonomie, Diss., Hamburg 1975
- A. Przeworski: Capitalism and Social Democracy. Cambridge University Press, Cambridge 1985, ISBN 0-521-26742-0.
- M. Roberts: Analytical Marxism: A Critique. Verso, London 1996, ISBN 1-85984-855-9.
- J. Roemer: A General Theory of Exploitation and Class. Cambridge University Press, Cambridge, Mass. 1998, ISBN 0-674-34440-5.
- J. Roemer (Hrsg.): Analytical Marxism. Cambridge University Press, Cambridge 1986, ISBN 0-521-31731-2.
- J. Schampel: Das Warenmärchen. Über den Symbolcharakter der Ware im „Kapital“ von Karl Marx, Königstein/Ts. 1982
- U. Steinvorth: Eine analytische Interpretation der Marxschen Dialektik, Meisenheim am Glan 1977, ISBN 3-445-01441-8
- F. Tarrit: A Brief History, Scope and Peculiarities of „Analytical Marxism“. In: Review of Radical Political Economics. 38, 4, 2006.
- P. Van Parijs: Marxism Recycled. Cambridge University Press, Cambridge 1993, ISBN 2-7351-0536-9.
- W. Vogt; Theorie der kapitalistischen und einer laboristischen Ökonomie. Frankfurt am Main: Campus Verl. 1986, ISBN 3-593-33631-6.
- A. Wood: Karl Marx. Routledge, New York 2004, ISBN 0-415-31698-7.
- E. O. Wright: Autobiographical Essay. (PDF; 256 kB) In: Stephen Turner, Alan Sica (Hrsg.): A Disobedient Generation. Sage Publications, Thousand Oaks, Calif. 2003, ISBN 0-7619-4275-0.